# Acrapex simbaensis
Acrapex simbaensis là một loài bướm đêm trong họ Noctuidae.